# Anouchka (chanteuse)
Pour les articles homonymes, voir Anouchka.
Vartanoush Garbis Selim (en arabe : ڤرتانوش جاربيس سليم), dite Anouchka, née le 9 mars 1960 au Caire, est une chanteuse et actrice égyptienne d'origine arménienne.

## Biographie
Elle naît dans le quartier d'Héliopolis au Caire, de parents arméniens. Elle fait des études d'administration commerciale à l'université américaine du Caire. 
Elle commence une carrière de chanteuse à la fin des années 1980. 
Elle joue dans le film Monsieur K (السيد كاف) de Salah Abou Seif, sorti en 1994. En 2015, elle apparaît dans Haz West El Balad, réalisé par le fil de Salah Abou Seif.
Dans les années 2000-2010, elle joue dans quelques séries télévisées égyptiennes, notamment Saraya Abdeen (2014-2015) et Secret of the Nile (2016).

## Discographie
- 1988 : Habbaytak (حبيتك) Rotana Records
- 1989 : Nadani (ناداني)
- 1990 : Tigi Tghanni (تيجي تغنّي)
- 1992 : Abayyan Zayn (أبيّن زين)
- 1994 : Keddab (كدّاب)